# Pokrče
Pokrče (, narečno: , nemško Poggersdorf) je zgodovinsko dvojezična občina z 3029 prebivalci (stanje 1. januar 2011) v  okraju Celovec-dežela na avstrijskem Koroškem.

## Geografija

### Geografski položaj in osnovni podatki
Pokrče ležijo na vzhodnem robu Celovškega polja ali Celovške ravnine, osrednjem delu Celovške kotline, približno 10 km vzhodno od Celovca. Na severu in na zahodu predstavlja občinsko mejo večinoma reka Krka , na jugu, med mostom čez Krko in Rutami, pa (stara) državna cesta Celovec-Velikovec.
- Registracijska tablica    = KL (Celovec dežela),
- Avtocesta                  = A2 (izvoz Pokrče, Grabštanj),
- NUTS                      = AT211,
- Naslov občinskega urada   = Hauptplatz/Glavni trg 1, A-9130 Poggersdorf/Pokrče, Koroška.

### Razdelitev občine
Občina Pokrče je razdeljena v štiri katastrske občine: Ličja vas (Leibsdorf), Lečja Gora (Linsenberg), Pobreže (Pubersdorf) in Slovenji Šmihel (St. Michael ob der Gurk). Občina je sestavljena iz sledečih vasi in zaselkov (v oklepaju z nemškimi ustreznicami in s številom prebivalstva, stanje 2001):
| - Blato (Raunachmoos) (2) - Breg (Rain) (122) - Čajnža vas (Sankt Johann) (45) - Goriče (Goritschach) (22) - Hrovače (Krobathen) (9) - Lečja Gora (Linsenberg) (60) - Ličja vas (Leibsdorf) (616) - Mišlje (Annamischl) (16) | - Olše (Erlach) (33) - Ovčjak (Eibelhof) (1) - Pri Krajcarju (Kreuzergegend) (98) - Pobreže (Pubersdorf) (510) - Pokrče (Poggersdorf) (592) - Slovenji Šmihel (Sankt Michael ob der Gurk (zgod. Windisch Sankt Michael) (narečno: ) (87) - Stregle (Ströglach) (37) - Svamene Gorice (Ameisbichl) (13) | - Škofji Dvor (Pischeldorf / (28) - Rute (Kreuth) (18) - Vabnja vas (Wabelsdorf) (281) - Vanca vas (Lanzendorf) (95) - Virnja vas (Eiersdorf) (106) - Vresje (Haidach) (37) - Zvirče (Wirtschach) (22) |

## Prebivalstvo

### Zgodovinska slika
Po zadnjem Avstro-Ogrskem popisu prebivalstva iz leta 1910 je okoli 59% prebivalcev takratne občine Pokrče (Poggersdorf) navedlo slovenščino kot svoj vsakdanji pogovorni jezik.
| Občina             | Število slovensko govorečih 1910 | Število nemško govorečih 1910 |
| ------------------ | -------------------------------- | ----------------------------- |
| Pokrče/Poggersdorf | 859 (59%)                        | 600 (41%)                     |

### Danes
Po ljudskem štetju 2001 imajo Pokrče 2.850 prebivalcev, od teh 97,8 % avstrijsko državljanstvo. 87,5 % prebivalstva je rimsko-katoliške veroizpovedi, 2,9 % evangeličanov in 0,7 % muslimanov. 6,2 % se neprišteva k nobeni religiji.
Slovenščina je zgodovinsko prisotna, tako da sta v Vabni vasi javna dvojezična ljudska šola in fara (nemško-slovenska).

## Zgodovina
Vzhodno Celovško Polje (oz. Celovška ravnina) je v zgodovini pripadalo raznim oblastem. V zgodnjem in v visokem srednem veku so predstavljaji karantansko-slovenski kosezi zelo vpliven in pravno privilegiran družbeni sloj z lastnim sodstvom, tako npr. bližna gospoda Ovčjak (ki bi morala imeti po zakonu iz leta 1972 dvojezičen krajevni napis) in Bučinja vas. Iz teh koseških sodnih okrajev so deloma nastale katastrske občine. Najprej karantanski, kasneje slovenski koseški stan, ki se je ohranil zato, ker je za zgodnji srednji vek značilen dvojni pravni red (Franki/Bavarci so imeli svojega, Slovani/Slovenci pa svojega, kot to dokazuje pravni institut decima slavonica.). Ker so bili kosezi volilni možje karantanskega/koroškega vojvoda, so bili po nemškem pravu plemiškega stanu in s tem visoko prestižni člani družbe s posebnimi privilegiji, tako davčnimi kot sodnimi.
Ko je bila leta 1850 ustanovljena občina, je pripadala sodnemu okraju Gospa Sveta. Najprej je bila ustanovljena pod imenom Slovenji Šmihel, leta 1896 se je preimenovala v Pokrče. V okviru občinske reforme leta 1973 je bil del stare občine Trdnja vas priključen občini Pokrče.
Začetek dvajsetega stoletja je Hranilnica in posojilnica v Šenttomažu, danes občina Štalenska gora oskrbovala domačine.
Stoletja je kmetijstvo zaznamovalo občino, v zadnjih nekaj desetletjih vse več ljudi dela v Celovcu, kar je sociolingvistično močno vplivalo na domači jezik.

## Slovensko narečje
Občina Pokrče v celoti pripada poljanskemu govoru oz. poljanščini Celovškega Polja (oz. Celovške ravnine), ki je prehodno podnarečje oz. govor med t. i. rožanščino (kateri se prišteva) in podjunščino (glej Slovenska narečja). Kot posebna različica rožanščine je bila že identificirana s strani Janeza Scheinigga in potrjena v mednarodno priznani dijalektološki disertacij dr. Katje Sturm-Schnabl. Scheinigg v svojem delu "Die Assimilation..." razdeli rožanščino v tri enote in sicer spodnji Rož, zgornji Rož in Celovška ravnina: "...Die dritte Unter-Mundart herrscht in der Ebene um Klagenfurt (kl.), sie hat mit der ersten die Aussprache des e und o gemein, unterscheidet sich aber von den beiden vorhergehenden durch die häufige Zurückziehung des Accentes, wo ihn jene auf den Endsilben haben; dies gilt namentlich vom Neutrum der Substantive und Adjktive, z.B. [...]".

## Kultura in znamenitosti
- Krištofov grad
- Mednarodni meditacijski center Avstrija v Slovenjem Šmihelu

- dvojezična župnijska cerkev Pokrče (slovenski križev pot, votivna slika dv. Ursuli v slovenščini, slovenski nagrobni kamen) 
  - dvojezična podružniška cerkev Bučinja vas
  - dvojezična podružniška cerkev Dolina (slovenska božja pot) (občina Grabštanj)
  - podružnična cerkev Ličja vas
  - dvojezična podružniška cerkev Bučinja vas
- Župnijska cerkev nadangela Mihaela, Slovenji Šmihel (slovenski spomenik padlemu leta 1920)
  - podružnična cerkev Lečja Gora (slovenski spomenik padlim iz Prve svetovne vojne)
- k dvojezični župnijski cerkvi v Tinjah, danes mestna občina Velikovec, pripadata
  - podružnična cerkev Vabnja vas
  - podružnična cerkev Virna vas
- Krška elektrarna Breg (neo-klasicistična)

### Kmečko stavbarstvo
Tipične kmečke hiše v Celovški ravnini so zidane z opeko in imajo pravokotni tloris, čopasto streho ter so večinoma iz poznega 18. in 19. stoletja. Drugi tip je na nadstropje. Hlevi in skednji nad njimi imajo zidane stebre na višini skednja. Prostor med stebri pa zavzamejo ali mreže iz opeke ali pa leseni opaži z odprtinami. Posebno zanimiv primer tega stavbarstva najedmo Pri Krajcarju štev. 1 iz leta 1878. Poseben primer skladišča za žito pa najdemo na kmetiji p.d. Hovnik v Zgornji Lečji Gori štev. 2, ki je verjetno iz 18. stoletja.

### Grb
Grb občine Pokrče ima zeleno ozadje, ki predstavlja kmečki značaj občine, črni obrnjeni trikotnik na vrhu pa rudarstvo ter nekdanjo pridelavo šote na barju v Blatu. Znamenje v črnem trikotniku predstavlje tipičen primer znamenja z Južne Koroške, kot jih najdemo v velikem številu tudi v Pokrčah, tako v Virni vasi, v Vabni vasi, na Lečji Gori in v Blatu. Sulica in orodje v zelenem polju predstavljata obrambne naloge in kmečke dejavnosti karantansko-slovenskih kosezov, ki so še dolgo v srednjem veku imeli imenitno vlogo v celotni regiji. Klešče simbolizirajo pridelavo železa na lokaciji Notburga.
Grb in zastava sta bila podeljena občini Pokrče 13. februarja 1996. Zastava je zeleno-rumena z vdelanim grbom.